# Uganda
Uganda, plným názvem Ugandská republika, je prezidentská republika, nacházející se ve východní Africe, která hraničí s Keňou na východě, s Jižním Súdánem na severu, s Demokratickou republikou Kongo na západě, se Rwandou na jihozápadě a s Tanzanií na jihu. Součástí Ugandy je i nezanedbatelná část Viktoriina jezera, kterým také procházejí hranice s Keňou a Tanzanií. Uganda má rozlohu 241 548 km² a žije zde 40 milionů lidí (2017); patří mezi nejhustěji zalidněné země Afriky a počet obyvatel nadále rychle roste. Název země je odvozen z názvu tradičního království Buganda, jehož součástí je jižní část země včetně hlavního města Kampaly.

## Historie

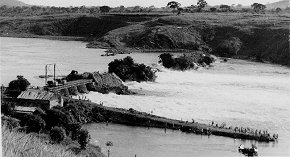
Stavba přehrady Owen Falls na Bílém Nilu poblíž Viktoriina jezera

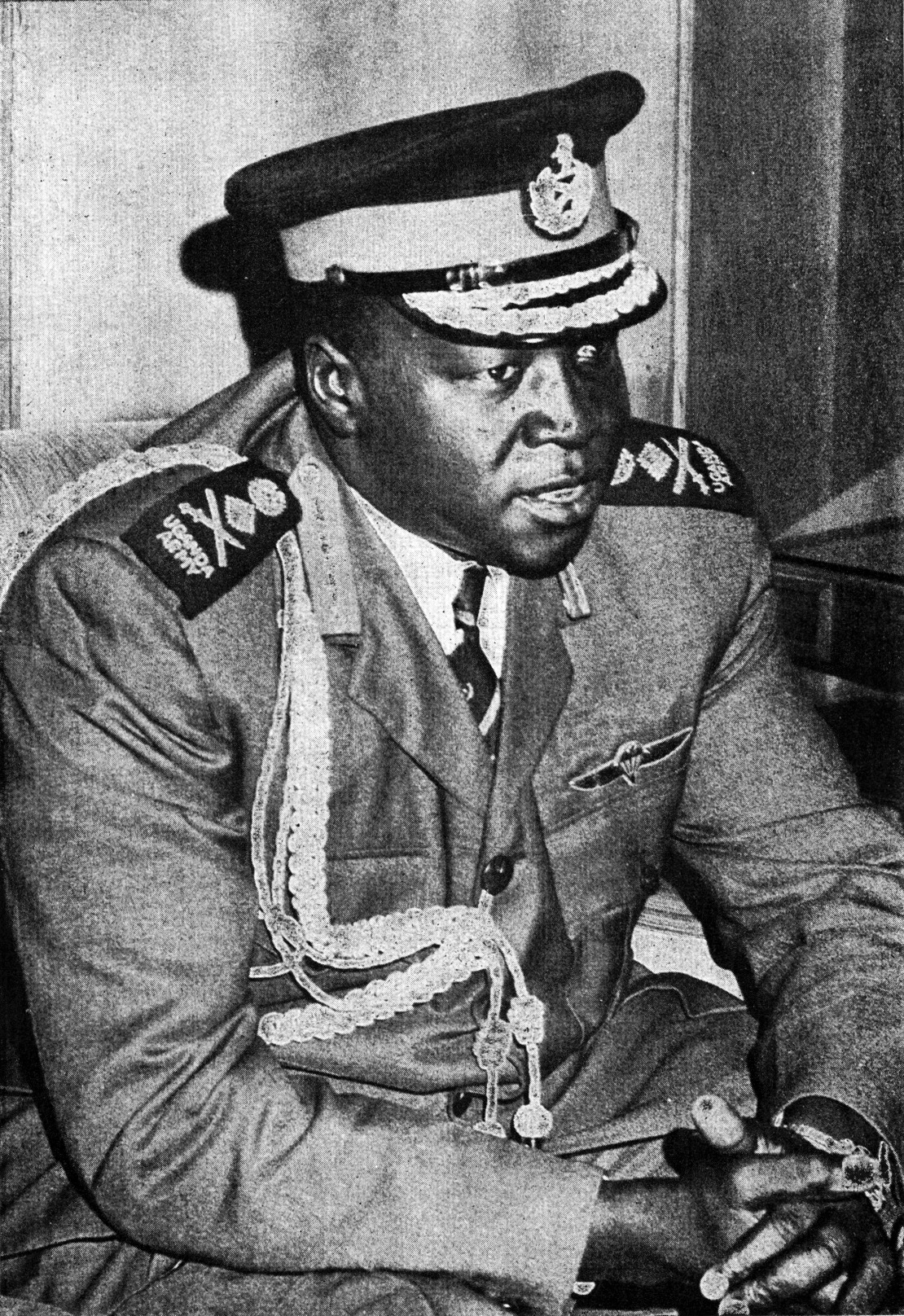
Diktátor Idi Amin

O dějinách Ugandy před příchodem Arabů a Evropanů v polovině 19. století se toho ví málo, ale jisté je, že se zde lidé usadili nejpozději v prvním tisíciletí př. n. l.
Když sem v 19. století dorazili Arabové a Evropané, narazili na několik nezávislých království, kterými byly především Buganda, Buňoro-Kitara, Nkore a Tóro. Největší z těchto království byla Buganda, existující dnes jako součást Ugandy. Dále zde existovala ještě busogská knížectví a několik dalších menších států. S Evropany a Araby sem přišel Islám a křesťanství.[zdroj?]
Uganda se roku 1888 dostala do správy Britské Východoafrické společnosti a od roku 1894 byla britským protektorátem. 30. června 1896 byl protektorát rozšířen na Buňoro-Kitaru, Busogu, Nkore, Tóro a další oblasti, a vzniká protektorát Uganda. Roku 1901 se pak v jeho rámci Nkore a několik menších států sjednotilo do království Ankole. 1. dubna 1902 byly východní oblasti tehdejšího Ugandského protektorátu začleněny do pozdější Keni. Hranice protektorátu doznaly během následujících let ještě několika změn. V červenci 1906 pak došlo v rámci Ugandy ke sjednocení busogských knížectví a vzniku útvaru dnes známého jako království Busoga.[zdroj?]
Roku 1962 pak získala Uganda nezávislost. Současně vstoupila v platnost nová ústava, která v Ugandě zavedla státní zřízení, jež bylo mixem federace a unitárního státu. Na jejím základě mělo království Buganda (současně jedna ze 4 tehdejších formálních oblastí – vedle Severní, Západní a Východní oblasti) rozsáhlou, a další 4 celky (království Ankole, království Buňoro-Kitara, království Tóro a území Busoga) omezenou autonomii. Dále zde bylo 10 distriktů (Acholi, Bukedi, Bugisu, Karamoja, Kigezi, Lango, Madi, Sebei, Teso, Západní Nil) a teritorium Mbale, které autonomii neměly. Roku 1966 první ugandský předseda vlády Apollo Milton Obote provedl státní převrat, zrušil ústavu a prohlásil se prezidentem. Byl to první z řady převratů, které v zemi probíhaly až do poloviny 80. let. 24. května 1966 pak tato krize vyvrcholila krvavým útokem ugandské armády pod vedením generála Idiho Amina na palác bugandského krále, kterému se však podařilo uniknout do exilu ve Velké Británii, kde za podezřelých okolností po třech letech zemřel. K tomuto útoku dal pokyn sám Obote, který se snažil zbavit svých politických soupeřů, jímž byl i bugandský král. 8. září 1967 pak vstoupila v platnost nová ústava, která rušila království a Ugandu přeměnila v centralisticky řízený stát. Bývalá království byla (s výjimkou Bugandy, jejíž území i nadále tvořilo provincii Bugandu se čtyřmi distrikty) přeměněna v pouhé distrikty centralizované Ugandy.[zdroj?]
25. ledna 1971 převzal Idi Amin moc a vládl následující desetiletí s pomocí armády.[zdroj?]
Za vlády Idiho Amina bylo zavražděno 300 000 Uganďanů, došlo k vyhnání podnikavé indické menšiny a rozvratu ekonomiky. Jeho vláda skončila 13. dubna 1979 po invazi tanzanských vojsk podporovaných ugandským exilem. Situace se mírně zlepšila po návratu Apolla Miltona Oboteho, který byl roku 1985 opětovně svržen.[zdroj?]
Současný prezident, Yoweri Museveni, je u moci od roku 1986 a patří k nové generaci afrických vůdců. Je však kritizován za návrh ústavní změny, která by mu umožnila ucházet se potřetí o prezidentský post.
Za jeho vlády došlo roku 1993 k přijetí nové ústavy, která umožnila znovunastolení tradičních vůdců a obnovu království. Během roku 1993 pak došlo k obnově království Ankole, Buganda, Buňoro-Kitara, Busoga a Tóro. Obnovená království však nyní mají už jen spíše obřadní funkci bez skutečné autonomie. 17. března 2008 pak ugandská vláda uznala existenci dalšího království - Rwenzururu, vyhlášeného na území, které do 60. let 20. století tvořilo západní části Tóra. V zemi řada organizací požaduje přeměnu Ugandy ve federaci, kde by měla tato království i ostatní regiony (v podstatě historické distrikty z 60. let 20. století) postavení spolkových států se stejným stupněm rozsáhlé autonomie (což v letech 1962–1967 nefungovalo).[zdroj?]
V zemi probíhal od roku 1986 občanský konflikt vedený Boží armádou odporu. Během konfliktu bylo ze svých domovů uneseno mnoho dětí, které byly násilím nuceny bojovat na straně Armády Božího Odporu, vedené Josephem Konym. Od roku 2007 probíhají mírová jednání. Celý konflikt si vyžádal mnoho lidských životů.[zdroj?]

## Státní symboly

### Vlajka
Ugandská vlajka je tvořena listem o poměru stran 2:3 se šesti vodorovnými pruhy v barvách černé, žluté, červené, černé, žluté a červené. V jejím středu je v bílém kruhu o poloměru šířky jednoho pruhu hnědý jeřáb královský, shlížející směrem k žerdi.

### Hymna
Ugandská hymna je píseň Oh Uganda, Land of Beauty (česky Ó Ugando, země krásy). Text i hudbu složil George Wilberforce Kakoma. Hymna Ugandy je nejkratší hymna na světě (má pouhých 9 taktů), proto se příležitostně hraje dvakrát za sebou).

## Geografie

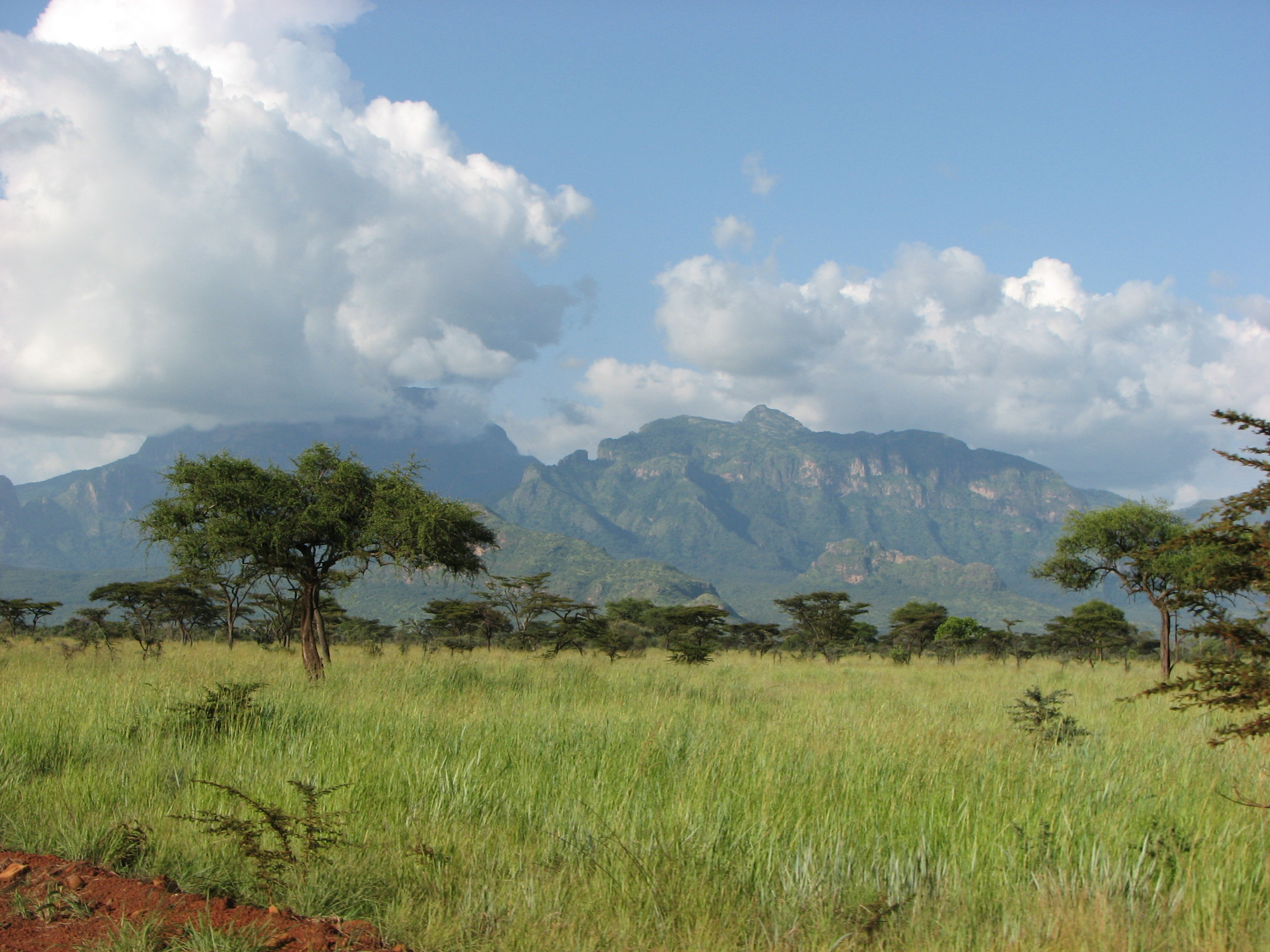
Mount Kadam

Přestože je Uganda vnitrozemský stát, má přístup k několika velkým vodním plochám, jako je Viktoriino jezero, Albertovo jezero, jezero Kyoga a Edwardovo jezero. Uganda se rozkládá na plošině s průměrnou nadmořskou výškou okolo 900 m. Převažuje zde tropické podnebí, které se však v různých částech země poněkud liší. Součástí Ugandy jsou i některé pobřežní ostrovy ve Viktoriině jezeře. Nejdůležitější města se nacházejí na jihu u Viktoriina jezera. Zde se nachází Kampala i blízké město Entebbe.[zdroj?]

### Podnebí
Uganda má tropické podnebí, které je zmírňováno vysokou nadmořskou výškou většiny území (1000–1500 m n. m.). Uganda proto byla označována jako „perla Afriky.“ Srážky postupně od jihu k severu ubývají, jižní část kolem Viktoriina jezera má klima tropického deštného pralesa s celoročními srážkami, zatímco při postupu k severu se postupně objevuje období sucha.[zdroj?]

## Politika

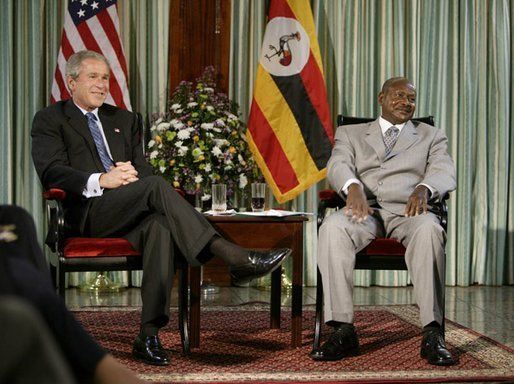
Americký prezident George W. Bush s prezidentem Yoweri Musevenim v Entebbe, Uganda, 11. července 2003

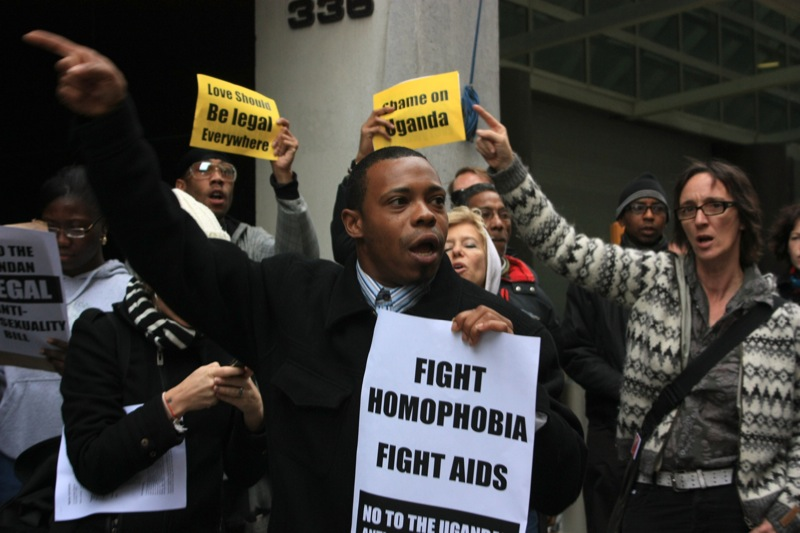
Protesty v New Yorku proti ugandskému zákonu kriminalizující homosexualitu.

Od roku 1995 má země novou ústavu. V ní je zakotvena existence jednokomorového Národního parlamentu (National Parliament) s 303 poslanci s pětiletým funkčním obdobím, z nichž 81 nominují různé zájmové skupiny včetně žen a ugandské armády. Zbytek (214 poslanců) je voleno přímo. Podle této ústavy byl také omezen vliv prezidenta a posílen vliv parlamentu. Prezident je současně hlavou státu i vlády. Jmenuje předsedu vlády, který mu pomáhá při plnění jeho úkolů.[zdroj?]
Ve snaze omezit sektářské násilí politických stran zavedl současný prezident Yoweri Museveni po svém nástupu do funkce v roce 1986 zákaz jejich politických aktivit. Politické strany sice i nadále existovaly, ale nesměly kandidovat ve volbách, v nichž se volily pouze osobnosti (i když mohly být členy některé politické strany). V referendu konaném 28. července 2005 se však hlasující vyslovili pro zrušení tohoto 19letého zákazu.[zdroj?]
V květnu 2023 podepsal prezident Museveni zákon, který trestá homosexuální styky doživotním vězením a zavádí tresty odnětí svobody za pouhé vyučování či podporu LGBT komunity.
Řada organizací požaduje přeměnu Ugandy ve federaci.

### Přehled nejvyšších představitelů
9. 10. 1962 – 9. 10. 1963 – Sir Walter Fleming Coutts – generální guvernér reprezentující britskou monarchii jako hlava státu

9. 10. 1963 – 2. 3. 1966 – Sir Edward Mutebi Mutesa II. – prezident; KY

15. 4. 1966 – 25. 1. 1971 – Apolo Milton Obote – prezident; UPC 

25. 1. 1971 – 21. 2. 1971 – Idi Amin Dada Oumee – vojenská hlava státu; voj.

21. 2. 1971 – 13. 4. 1979 – Idi Amin Dada Oumee – prezident; voj.

13. 4. 1979 – 20. 6. 1979 – Yusufu Kironde Lule – prezident; UNLF 

20. 6. 1979 – 11. 5. 1980 – Godfrey Lukongwa Binaisa – prezident; UNLF 

12. 5. 1980 – 22. 5. 1980 – Paulo Muwanga – předseda vojenské komise; UNLF

22. 5. 1980 – 15. 12. 1980 – Saulo Musoke, Polycarp Nyamuchoncho, Yoweri Hunter Wacha-Olwol – prezidentská komise

17. 12. 1980 – 27. 7. 1985 – Apolo Milton Obote – prezident; UPC

27. 7. 1985 – 29. 7. 1985 – Basilio Olara Okello – předseda Vojenské rady; voj.

29. 7. 1985 – 26. 1. 1986 – Tito Lutwa Okello – předseda Vojenské rady; voj.

26. 1. 1986 – 29. 1. 1986 – Yoweri Kaguta Museveni – velitel Národní armády odporu; voj./NMR

od 29. 1. 1986 – Yoweri Kaguta Museveni – prezident; NMR

### Administrativní členění

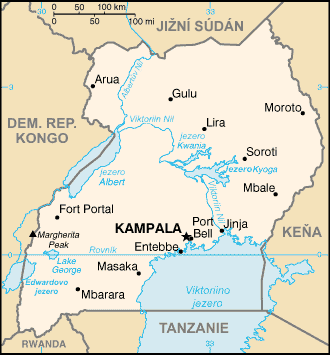
Mapa Ugandy

Uganda se člení na 134 distriktů, formálně seskupených do 4 oblasti: Centrální, Severní, Východní a Západní. Hlavní město má zvláštní statut. Distrikty jsou většinou pojmenované podle svého správního centra.[zdroj?]

### Významná města
- Kampala – hlavní – 1 200 000 obyvatel
- Džindža – 61 000 obyvatel
- Mbale – 54 000 obyvatel
- Masaka – 49 000 obyvatel

## Ekonomika

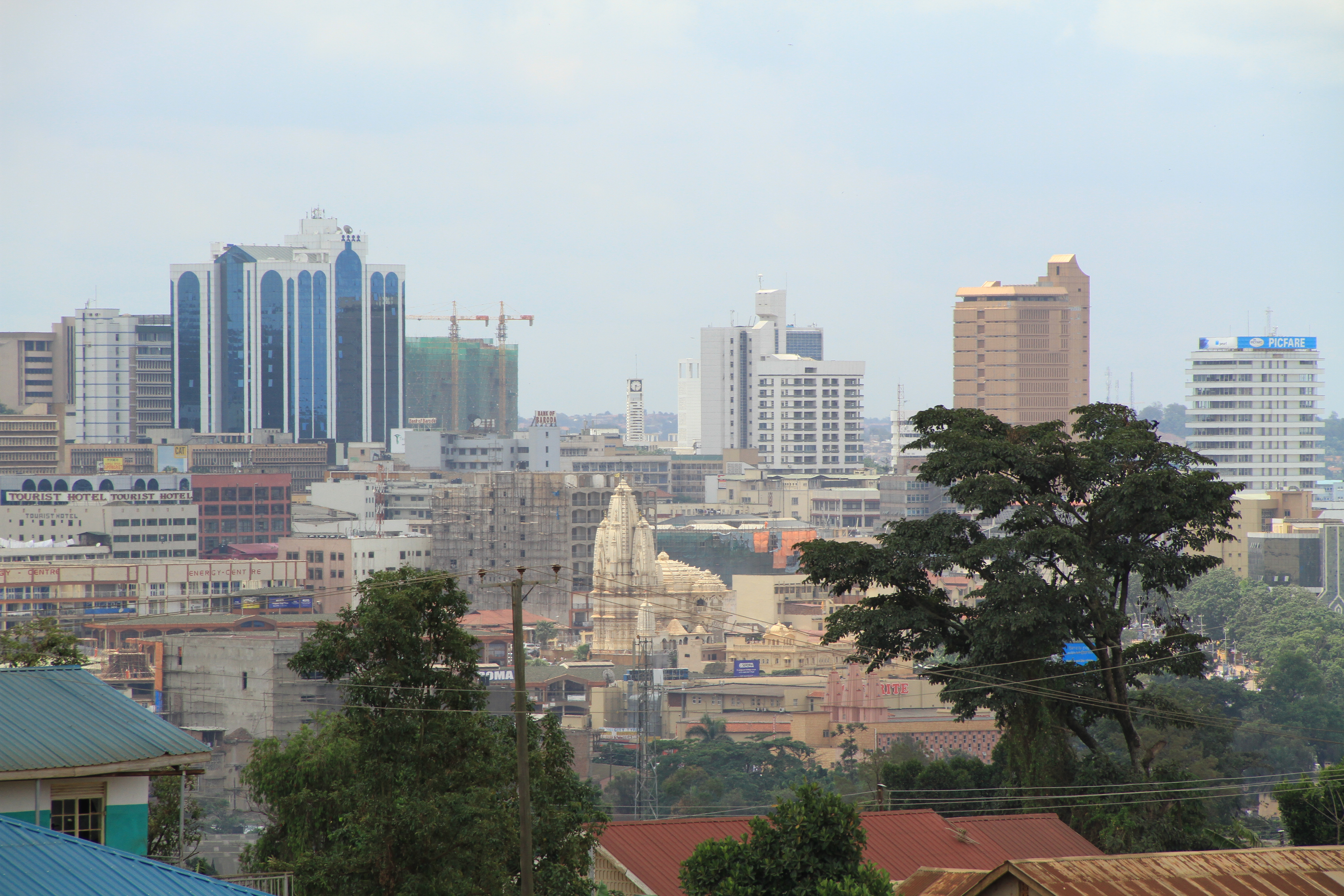
Hlavní město Kampala

HDP v 90. letech minulého století mírně rostl (až k 400 USD na hlavu), přesto je však země velice chudá. Ekonomice pomáhá stabilní politická situace a Uganďané žijící v zahraničí, kteří příbuzným posílají peníze (remitence) a investují do ekonomiky. Růst však zpomaluje epidemie AIDS, protože v Ugandě je asi 2 miliony lidí nakaženo, navíc právě v této zemi byl objeven. Země vyváží kávu a dováží potraviny. Místní měnou je ugandský šilink.[zdroj?]

## Obyvatelstvo

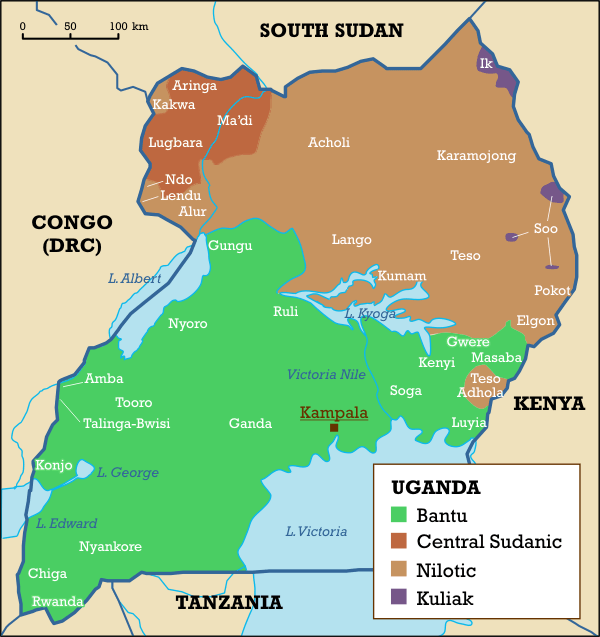
Jazyky v Ugandě

Uganda je vlastí mnoha různých etnických skupin, z nichž žádná nemá většinu. Nejpočetnější jsou kmeny Ganda a Karamodžong. Hovoří se zde přibližně 40 různými jazyky. Po osamostatnění Ugandy se stala angličtina úředním jazykem. Jazykem s nejvyšším počtem mluvčích je luganda, jímž se hovoří v Bugandě. V dalších oblastech Ugandy se hovoří místními kmenovými jazyky (na severu Ugandy je to např. jazyk Lacholi, patřící ke kmenu Acholi).[zdroj?]
Na africké poměry je tu gramotnost poměrně vysoká – 69,9 %. V Ugandě je povinné školné, které chudým Uganďanům zamezuje v přístupu ke vzdělání. Střední věk obyvatelstva je 14 let až 11 let, Uganda je země s nejmladší populací na světě. Celkem 49,4 % populace je mladší čtrnácti let a v této kategorii je Uganda první na světě.
Mezi nejčastější onemocnění vyskytující se v Ugandě patří malárie, HIV/AIDS, TBC, hepatitida.[zdroj?]

### Náboženství
Křesťanství a Islám se v Ugandě začaly šířit v 60. letech 19. století, kdy sem poprvé dorazili misionáři obou vyznání, snažící se vnutit své náboženství bugandskému králi.[zdroj?]
V současnosti vypadá náboženské složení obyvatelstva následovně: 33 % katolíci, a 33 % protestanti, 16 % muslimové a 18 % různé domorodé víry. V Ugandě, i přes různé vyznání jejích obyvatel, nedochází ke konfliktům s náboženským kontextem.[zdroj?]
Podle statistiky z roku 2014 je náboženská příslušnost v Ugandě následující: protestantské církve 45,1 % (anglikáni 32 %, letniční a evangelikálové 11,1 %, adventisté 1,7 %, baptisté 0,3 %), římskokatolická církev 39,3 %, muslimové 13,7 %, další náboženství 1,6 %, bez vyznání 0,3 %. V Ugandě je uzákoněná svoboda náboženského vyznání, ale předpokládá se, že náboženství je státem registrováno. Mezi další méně zastoupené církve patří Svědkové Jehovovi, Církev Ježíše Krista Svatých posledních dnů v Ugandě, východní pravoslavné církve, pentekostalismus, branhamisté, reformovaní presbyteriáni v Ugandě, kvakeři a další. Mnoho ugandských křesťanů vyznává zároveň některé z tradičních náboženství (vícečetná náboženská identita), případně jejich synkretismus.

## Kultura

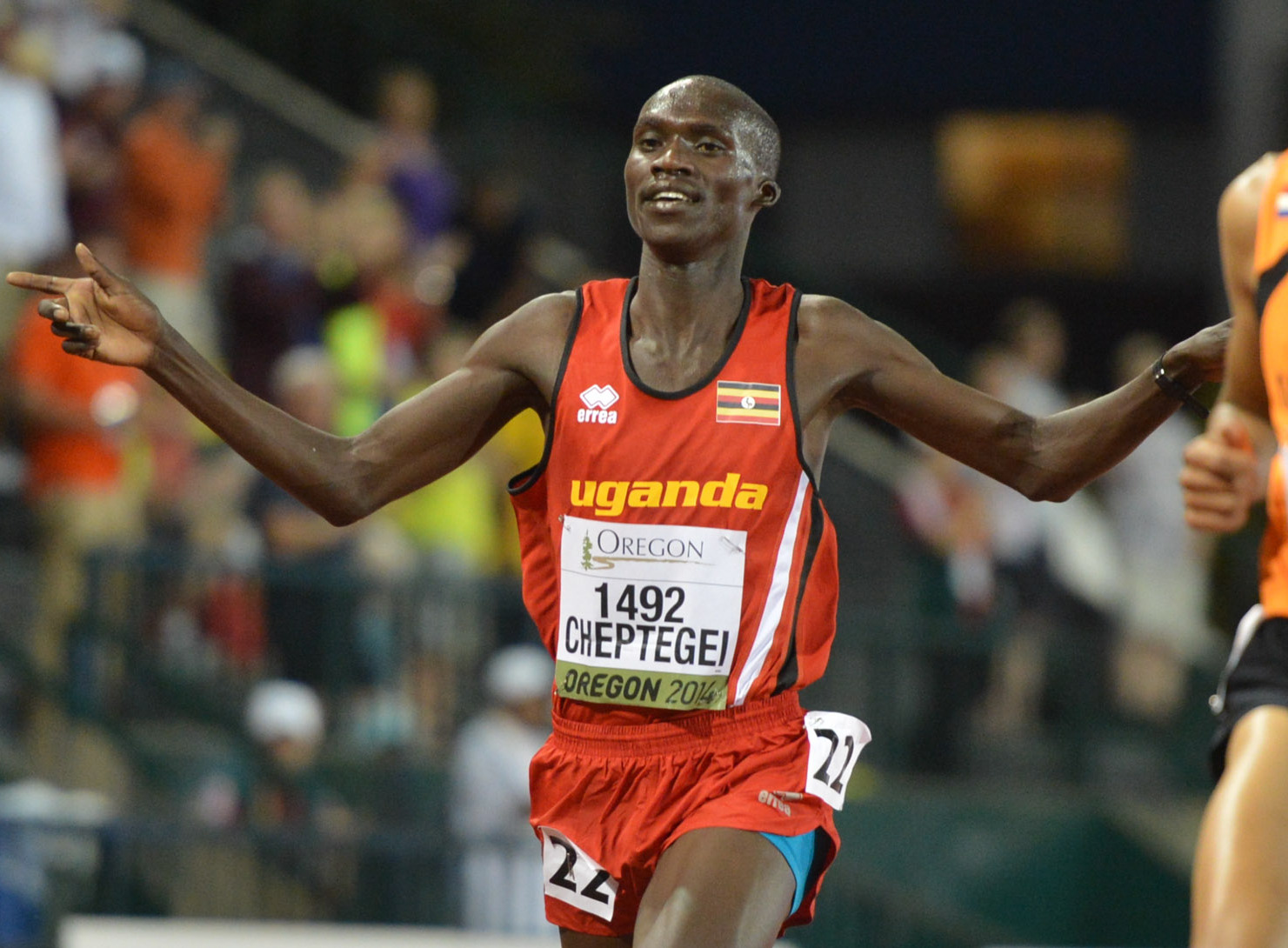
Joshua Cheptegei

Uganda se od roku 1956 účastní olympijských her. K roku 2021 získala čtyři zlaté medaile. Tu první získal na olympiádě v Mnichově roku 1972 překážkář John Akii-Bua na čtyřsetmetrové trati. Další zlato přišlo v Londýně 2012 díky maratonci Stephenu Kiprotichovi. Zatím nejúspěšnějšími hrami byly pro Ugandu ty v Tokiu roku 2021, z nichž přivezla dvě zlaté medaile, a to opět běžecké – Peruth Chemutaiová vyhrála překážkový závod na 3000 metrů, Joshua Cheptegei běh na 5000 metrů. Cheptegei navíc přidal stříbro z desetikilometrové trati, a stal se tak nejúspěšnějším ugandským sportovcem všech dob. Halimah Nakaayiová je mistryní světa v běhu na 800 metrů z roku 2019.
Nejpopulárnějším sportem v zemi je fotbal. Největším úspěchem fotbalové reprezentace Ugandy je druhé místo na Africkém poháru národů v roce 1978.[zdroj?]